# Sulawesisvalstare
Sulawesisvalstare (Artamus monachus) är en fågel i familjen svalstarar inom ordningen tättingar.

## Utseende och läte
Sulawesisvalstaren är knubbig fågel i skiffergrått och vitt med en kraftig, ljusblå näbb. Den är vit på ryggen, till skillnad från  vitbröstad svalstare. Bland lätena hörs serier med metalliska tjirpande ljud.

## Utbredning och systematik
Fågeln förekommer på Sulawesi, Lembeh, Banggaiöarna och Sulaöarna. Den behandlas som monotypisk, det vill säga att den inte delas in i några underarter.

## Levnadssätt
Sulawesisvalstaren är en flocklevande fågel som hittas i skog och skogsbryn i både låglänta områden och bergstrakter. Den påträffas vanligen i smågrupper, antingen flygande över trädtaket eller sittande högt upp på torra grenar, varifrån den gör utfall för att fånga byten. Olikt vitbröstad svalstare undviker den öppet landskap.

## Status
Arten har ett stort utbredningsområde och beståndet anses vara stabilt. Internationella naturvårdsunionen IUCN listar den därför som livskraftig (LC).